# 最も低い山
最も低い山（もっともひくいやま）は、国・地方・地域・大陸および島などで一番低い山に対する呼称であり、最も高い山（最高峰）に対する概念である。
山の定義や地形学的分類により捉え方は様々であり、決定が難しい。たとえば、ダロル火山は山頂火口の標高が-45～-50mで海抜以下（マイナス）であるが、火山の麓は-100mであり、麓から山頂火口までの高さは約50mとなる。また、秋田県の筑紫岳は八郎潟の干拓の為に削られ、-5mの標高を記録した（現在は山名が削除された）。

## 日本一低い山
国土地理院の関義治により日本全国の2万5千分の1地形図に掲載の、各都道府県で最も低い山、および標高50メートル未満の山が調査され、フリーソフトとして発表されて以来脚光を浴びるようになる。ここで山とは地形図に聳肩体（しょうけんたい：垂直線はそのまま、水平線を右肩上りとした書体）で表記されたものである。『地図ニュース』1992年4月号に日本の低山標高一覧の記事が発表されて以来、マスコミでもしばしば取り上げられた。
以下の山が、国土地理院の地形図に山名と共に掲載されている、日本一低いとされる山である。

### 築山
- 大潟富士[4] - 標高0m。秋田県南秋田郡大潟村。国土地理院の地形図に掲載されている日本一低い山（ただし聳肩体〈山名〉ではなく立体〈地物〉として掲載）。1995年6月3日に完成[5]。村全体が海抜0m以下になっているため、頂上がちょうど海抜0mになっている[6]。法尻からの比高は3.776m。
- 日和山[7] - 標高3m。宮城県仙台市宮城野区。1990年代に標高6mで日本一低い山とされたが、1996年7月に大阪市の天保山が国土地理院の地形図に山として掲載されたため日本で二番目に低い山となった。2011年3月11日の東日本大震災の津波と地盤沈下により標高が低くなり、その後に国土地理院が行った測量で天保山より低い標高3mの山であることが確認され、再び日本一低い山となった[8]。
- 天保山[9] - 標高4.53m。大阪府大阪市港区。1996年7月に国土地理院の地形図に山として掲載され、日本一低い山となったが、2014年4月に仙台市の日和山が天保山より低い標高3mの山であることが確認されたため日本で二番目に低い山となった。二等三角点のある山としては日本一低い[10][11][12]。
- 蘇鉄山[13] - 標高6.97m。大阪府堺市堺区。一等三角点（登録名は大浜公園[14]）のある山としては日本一低い[15]。

### 自然の山
- 弁天山[16] - 標高6.1m。徳島県徳島市。自然の山としては日本一低い[17]。
- 笠山[18] - 標高112m。山口県萩市。火山として日本一低い。

日本一低い山の画像
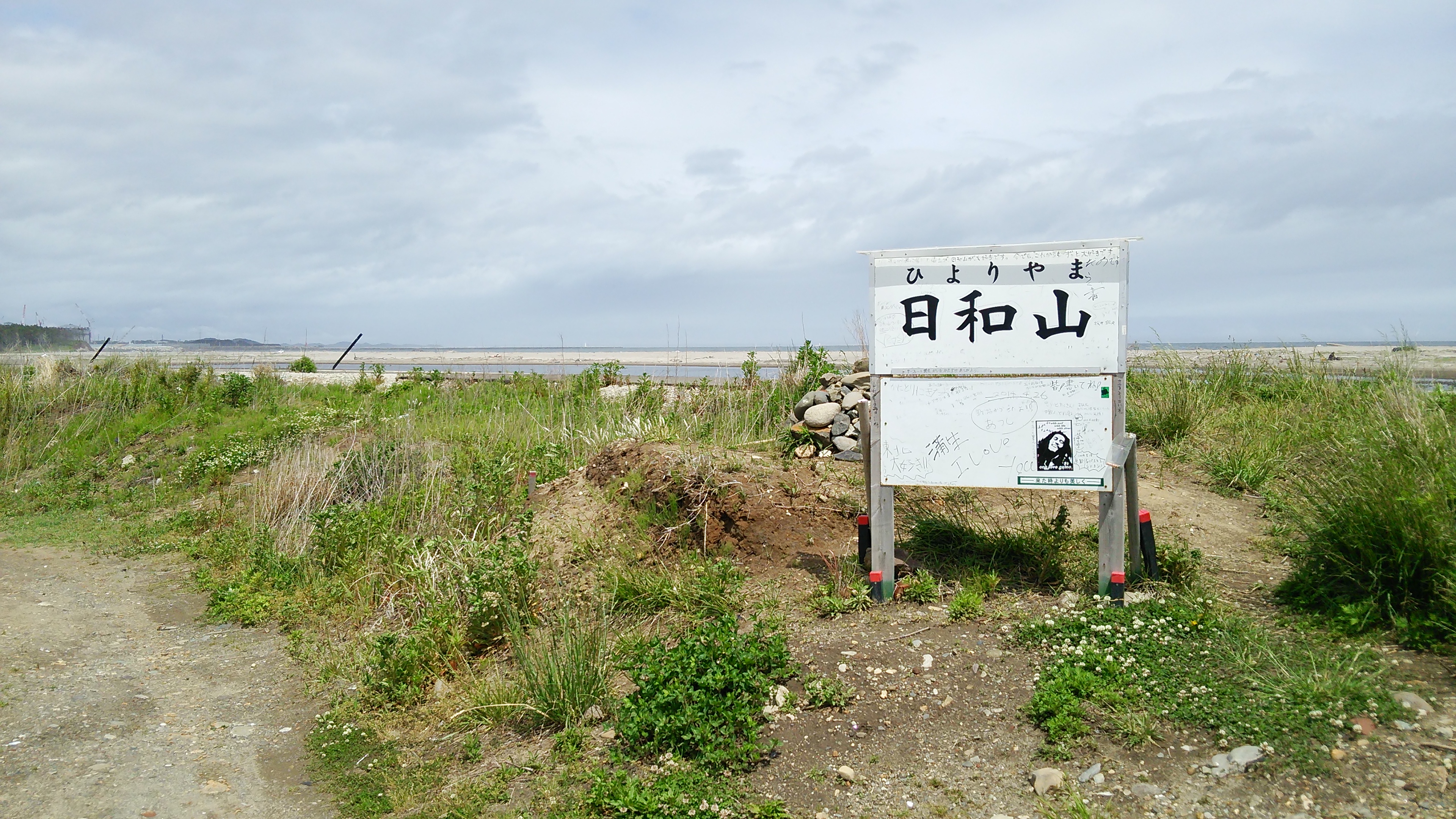
日和山
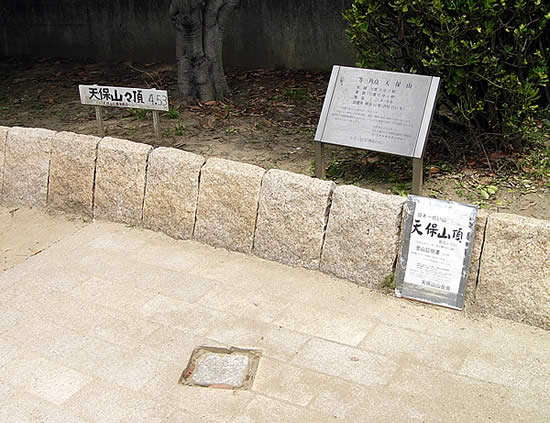
天保山
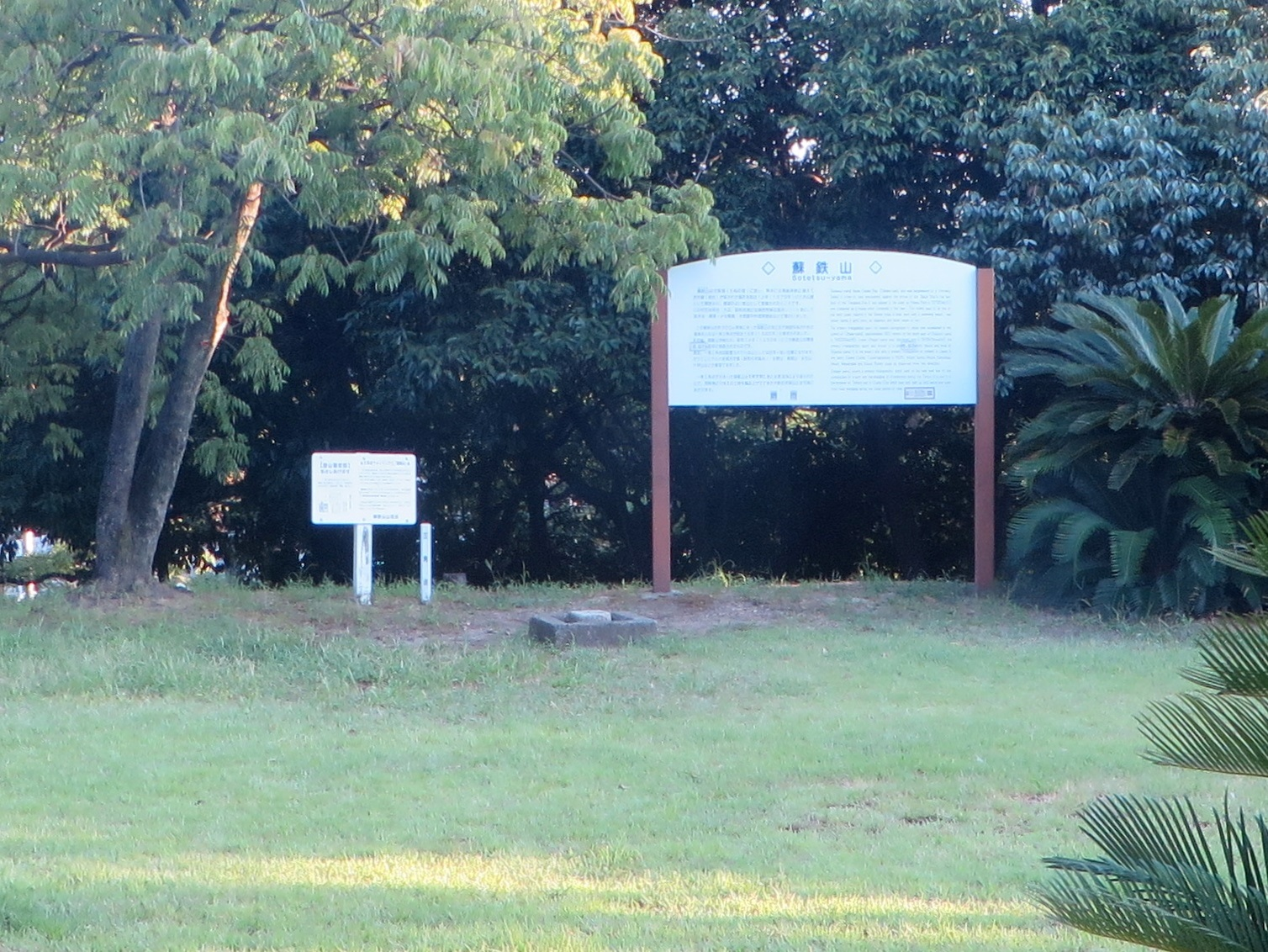
蘇鉄山
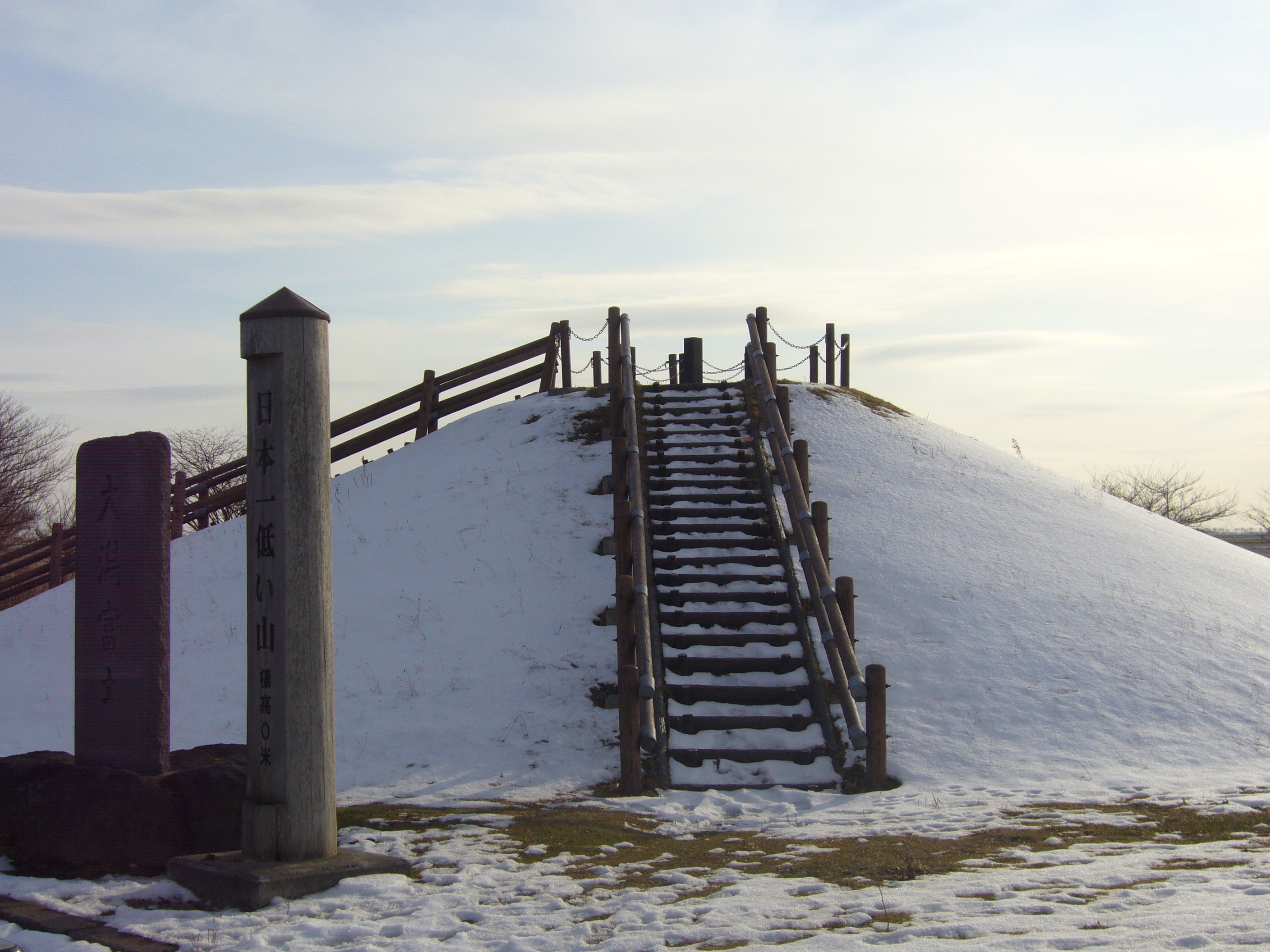
大潟富士
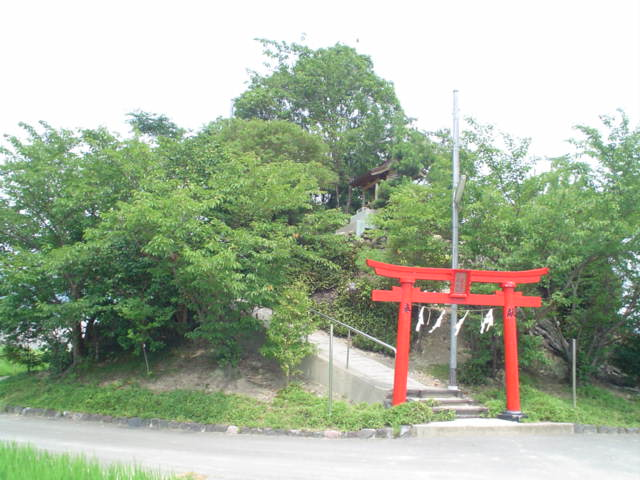
弁天山
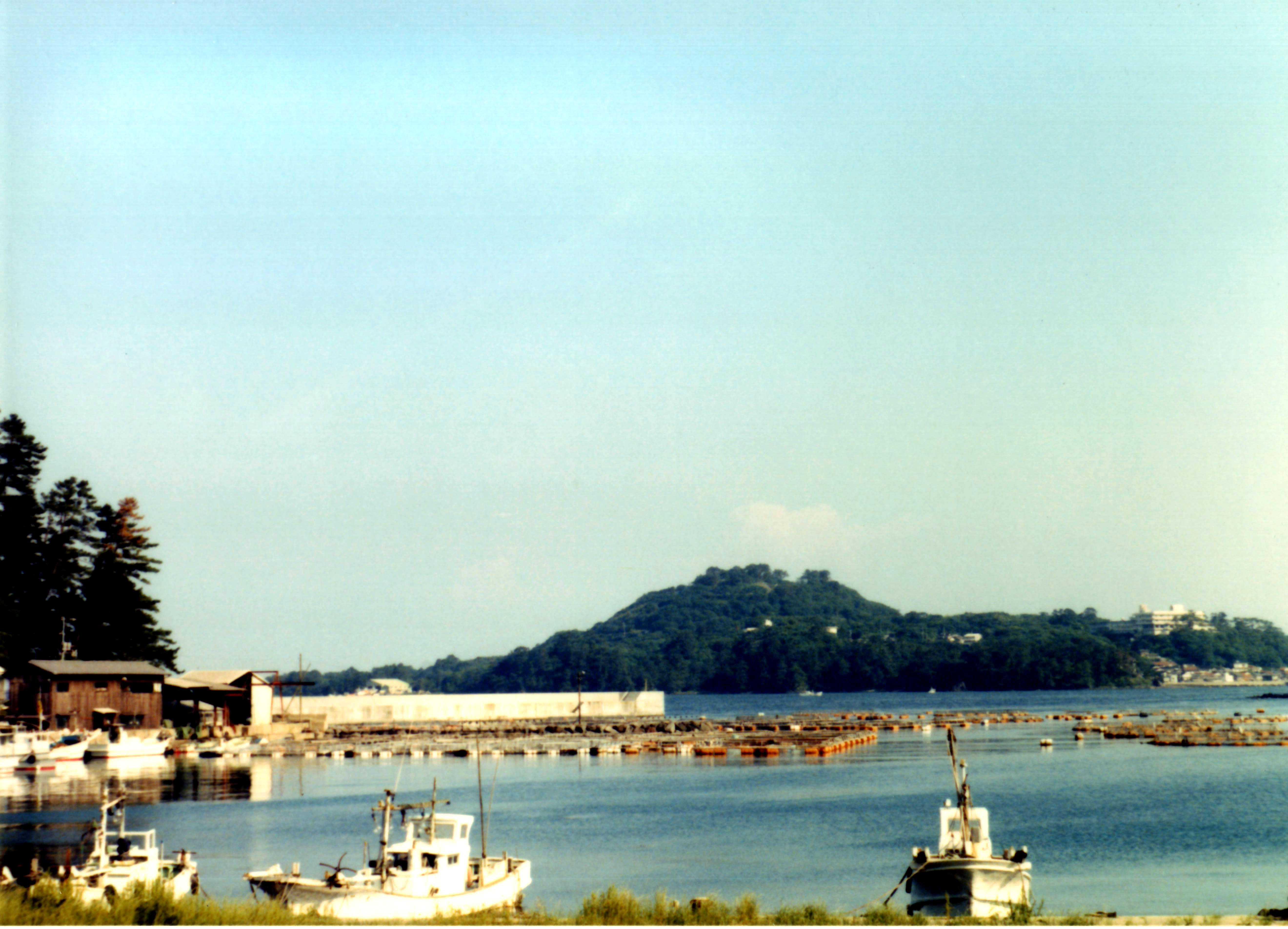
笠山

## 中国一低い山
中国で最も低い山は山東省寿光市にある静山（標高48m、東西長1.24m、南北0.7m）であるという説がある。政府による調査の結果、地上部は0.6mだが山の大部分は埋没しており、本来の山の大きさは現在も不明。
寿光市文化局は周辺での掘削禁止などの保護を行っている。